# سپرده‌گذاری مرکزی ارمنستان
سپرده‌گذاری مرکزی ارمنستان (اختصاری CDA)(به ارمنی:Հայաստանի կենտրոնական դեպոզիտարիա) یک نهاد سپرده‌گذاری است که در سال ۱۹۹۶ تأسیس شد. این نهاد یکی از قدیمی‌ترین مؤسسات بازار اوراق بهادار در ارمنستان است و دفتر مرکزی آن در ایروان قرار دارد. بانک مرکزی ارمنستان نهاد نظارتی سپرده‌گذاری مرکزی ارمنستان است. این سازمان عضو کامل فدراسیون بورس‌های اروپایی-آسیایی است.

## تاریخچه
سپرده‌گذاری مرکزی ارمنستان در ۱ اکتبر ۱۹۹۶ تأسیس شد. در ابتدا با نام «ثبت مرکزی ملی» شناخته می‌شد و در آوریل ۱۹۹۹ به «سپرده‌گذاری مرکزی ارمنستان» تغییر نام داد. در اوت ۲۰۰۰، سپرده‌گذاری مرکزی ارمنستان به عضویت کامل انجمن بین‌المللی بورس‌ها درآمد که شامل ۲۰ سازمان عضو از کشورهای مستقل مشترک‌المنافع می‌باشد.
در نوامبر ۲۰۰۷، شرکت سوئدی نزدک نوردیک و بانک مرکزی ارمنستان توافقی را برای خرید سهام سپرده‌گذاری مرکزی ارمنستان و بورس اوراق بهادار ارمنستان منعقد کردند. در سال ۲۰۰۸، شرکت آمریکایی نزدک مالکیت سپرده‌گذاری مرکزی ارمنستان را به دست آورد. مذاکرات در ژانویه ۲۰۰۸ نهایی شد و سپرده‌گذاری مرکزی ارمنستان به‌طور کامل تحت مالکیت گروه نزدک آمریکا و نزدک نوردیک قرار گرفت.
در ژوئن ۲۰۰۹، سپرده‌گذاری مرکزی ارمنستان عضو شریک انجمن شماره‌گذاری ملی (ANNA) شد. در سال ۲۰۱۴، سپرده‌گذاری مرکزی ارمنستان به عضویت کامل انجمن شماره‌گذاری ملی درآمد.
در سال ۲۰۰۹، بورس اوراق بهادار ارمنستان مالکیت کامل سپرده‌گذاری مرکزی ارمنستان را به دست آورد.
در دسامبر ۲۰۱۰، سپرده‌گذاری مرکزی ارمنستان به سیستم بین‌المللی سوئیفت پیوست. در سال ۲۰۱۱، سپرده‌گذاری مرکزی ارمنستان توافق‌نامه همکاری با سپرده‌گذاری ملی تسویه روسیه امضا کرد. همچنین در همان سال، سپرده‌گذاری مرکزی ارمنستان یک کنفرانس مشترک بین انجمن سپرده‌گذاری‌های مرکزی اوراق بهادار اروپا و انجمن بین‌المللی بورس‌های کشورهای مستقل مشترک‌المنافع برگزار کرد. این اولین رویداد مشترک بین دو انجمن بورس و سپرده‌گذاری منطقه‌ای بود که در ایروان برگزار شد.
در ژوئیه ۲۰۱۶، کلیر استریم یک پیوند مستقیم به بازار ارمنستان ایجاد کرد و ارمنستان به پنجاه و ششمین بازار داخلی متصل تبدیل شد. این شرکت اعلام کرد که این گسترش نقطه عطف مهمی برای منطقه قفقاز است.
در سال ۲۰۱۶، سپرده‌گذاری مرکزی ارمنستان توافق‌نامه همکاری با سپرده‌گذاری مرکزی بلاروس امضا کرد. در سال ۲۰۱۹، سپرده‌گذاری مرکزی ارمنستان یک تفاهم‌نامه همکاری با سپرده‌گذاری مرکزی قرقیزستان امضا کرد.
در سال ۲۰۱۹، بورس اوراق بهادار ارمنستان و سپرده‌گذاری مرکزی ارمنستان گواهینامه‌های ISO 9001:2015 و ISO/IEC 27001:2013 را دریافت کردند. در سال ۲۰۲۲، بورس اوراق بهادار ارمنستان و سپرده‌گذاری مرکزی ارمنستان با موفقیت گواهینامه‌های ISO 27001 و ISO 9001 را تمدید کردند.
در سپتامبر ۲۰۲۰، کنفرانس بین‌المللی انجمن سپرده‌گذاری‌های مرکزی اوراق بهادار اوراسیا در ایروان برگزار شد.
در ژوئن ۲۰۲۱، سپرده‌گذاری مرکزی ارمنستان برنامه «CDA Online» را راه‌اندازی کرد که خدمات سپرده‌گذاری را به‌صورت آنلاین در اختیار سرمایه‌گذاران قرار داد. در اوت ۲۰۲۱، از طریق برنامه سپرده‌گذاری مرکزی ارمنستان آنلاین، اولین جلسه سهامداران و رأی‌گیری الکترونیکی بانک آکبا انجام شد.
در دسامبر ۲۰۲۱، سپرده‌گذاری مرکزی ارمنستان تفاهم‌نامه همکاری با سپرده‌گذاری ملی اوکراین امضا کرد.

## خدمات
سپرده‌گذاری مرکزی ارمنستان خدمات ثبت برای سهامداران شرکت‌های سهامی را ارائه می‌دهد و علاوه بر آن، خدمات افتتاح و نگهداری حساب اوراق بهادار را برای مشتریان حقوقی و حقیقی فراهم می‌کند. هدف اصلی سپرده‌گذاری مرکزی ارمنستان، تبدیل شدن به یک اتاق پایاپای کارآمد و خانه تسویه از طریق اجرای بهترین رویه‌های بین‌المللی در بازار ارمنستان و ارائه خدمات مالی فرامرزی است که به‌عنوان پلی میان اقتصادهای منطقه‌ای عمل می‌کند.

## مدیریت
واهان استپانیان از آوریل ۲۰۰۶ مدیر اجرایی سپرده‌گذاری مرکزی ارمنستان بوده است.